# Michał Coganianu
Michał Wojciech Coganianu (ur. 10 sierpnia 1958) – polski perkusista i aktor, członek zespołów Oddział Zamknięty oraz Ex-Dance. W roku 1982 dołączył do Oddziału Zamkniętego zastępując perkusistę Jarosława Szlagowskiego. W 1983 roku nagrał z Oddziałem Zamkniętym „Jestem zły” i „Andzia i ja” (ostatnia sesja do debiutanckiego albumu). W pierwszej połowie 1984 roku uczestniczył w nagraniu albumu Reda by Night. W roku 1985 opuścił Oddział Zamknięty (został zastąpiony przez Wiesława Golę) i przeszedł do Ex-Dance, gdzie koncertował do rozpadu grupy w 1988 roku. Obecnie jest menedżerem artystycznym.

## Filmografia
- 2011 – Sztos 2
- 2009 – Złoty środek
- 2002 – E=mc²[7]
- 2002 – Jest sprawa... – Rosjanin
- 2001 – Poranek kojota – opiekun tirówek
- 2000 – Skarb sekretarza – Rosjanin
- 1997 – Sztos
- 1984 – Miłość z listy przebojów – członek zespołu Oddział Zamknięty